# Honningsvåg
Honningsvåg är en tätort som utgör Norges nordligaste stad samt centralort i Nordkapps kommun i Finnmark fylke. Den har 2 237 invånare (1 januari 2022). Kommunen beslutade 1996 att Honningsvåg får använda beteckningen stad. Under två vintermånader är staden försänkt i polarnatt.

## Namnets ursprung
Namnet kommer troligen från fornnordiska Hornungsvágr av 'horn', ett namn som ursprungligen använts om ett berg; första leden kan också vara honning. Sista leden är våg, 'vik'.

## Läge och stadsbild
Honningsvåg, som bildar en god naturlig hamn, ligger vid en bukt på den sydöstra sidan av Magerøya. Längst in i viken ligger fiskeläget Storbukta, som har vuxit ihop med Honningsvåg. Vid en vik tre kilometer öster om Honningsvåg ligger tätorten Nordvågen.
Honningsvågs kyrka är en träkyrka från 1885, en av få kyrkor i Finnmark som inte brändes ner under andra världskriget. I Honningsvåg fanns mellan 1962 och 1997 Luftforsvarets station Honningsvåg LSTN, en militär kontroll- och varningsstation.

## Näringsliv
Honningsvåg är ett av landets största fiskelägen med en del fiskförädling och annan industri relaterad till fiske, däribland Storbukt Fiskeindustri. Här finns också en isanläggning.
Som utgångspunkt för vidare färd till Nordkap har Honningsvåg en livlig turisttrafik på sommaren. 112 kryssningsfartyg anlöpte Honningsvåg 2004; endast Geiranger och Bergen hade flera. Nordkappveien vidare över Magerøya till Nordkap är 33 kilometer och passerar genom arktiskt landskap. En av attraktionerna i Honningsvåg är det ypperliga havsfisket.

### Kommunikationer
Honningsvåg är anslutet till fastlandet med Nordkapstunneln under Magerøysundet (E 69). Hurtigruten ankommer dagligen platsen, och lastfartyg ankrar vid kusten. Vidare har Honningsvåg flera lokala båtrutter, däribland med Hammerfest, samt förbinder Hurtigruten med Porsanger. Orten är också en bunkringsstation och lotsplats. Honningsvåg har kortbaneflygplats med dagliga förbindelser.

## Kultur, utbildning och idrott
I Honningsvåg ligger Nordkappmuseet. Till museet hör Brødrene Isaksens Patentslip och Tirpitz-anlegget.
I staden finns en gymnasieskola och en yrkesskola med inriktning på fiske. 
Tidningen Finnmarksposten utkommer i orten. Honningsvåg Turn & Idrettsforening bildades den 29 september 1904.